# Amvrosijivka
Amvrosijivka eller Amvrosievka' (ukrainsk: Амвросіївка; russisk: Амвросиевка) er en by og administrativt centrum i Amvrosiivka rajon i de facto Folkerepublikken Donetsk; de jure Donetsk oblast, Ukraine.
Byen har en befolkning på omkring 18.047 (2021). I byen ligger der et historisk museum, en industriteknisk skole, 6 skoler, 11 biblioteker, 9 hospitaler, et apotek, en biograf, en klub og et sportsstadion.

## Geografi
Amvrosiyivka ligger i det sydlige Donbass i centrum af Amvrosiyivka rajon i Donetsk oblast 82 km sydøst for oblastens centrum Donetsk og 29 km syd for Torez.

## Historie
Den blev først grundlagt i 1869 som en stationsby på Kursk-Kharkiv-Azov-jernbanen, og den fik bystatus i 1938. Siden 1896 har der ligget en cementfabrik i byen, og cementproduktion har været byens dominerende industri.